# Сэкку
Сэкку (яп. 節句) или госэкку (яп. 五節句) — 5 традиционных японских праздников, приходившихся в древности на начало сезонов. Термин относится к праздникам, которые были официально введены правительством бакуфу в 19 веке. К ним относятся: Дзиндзицу (яп. 人日, 7 января), Дзё:си (яп. 上巳, 3 марта), Танго (яп. 端午, 5 мая), Ситисэки (яп. 七夕, 7 июля), Тё:ё: (яп. 重陽, 9 сентября).

## История
Традиция празднования этих дней пришла в Японию из Китая (равно как и в другие граничащие с Китаем страны). В период Нара количество праздников сэтиэ (яп. 節会) достигало 10, и проводились они лишь в императорском дворце. Со временем праздничные дни и способы проведения торжеств изменялись, но не были нигде закреплены законодательно. Поэтому в период Эдо были выделены государственные праздники, которые и называются сейчас сэкку.
В наше время эти праздники не являются официальными (за исключением 5 мая), а сэкку 9 сентября и вовсе практически не отмечается. Некоторые из этих праздничных дней теперь известны под другими названиями: Хинамацури (яп. 雛祭り, 3 марта), Кодомо-но хи (яп. 子供の日, 5 мая), Танабата (яп. 七夕, 7 июля). Кстати говоря, каждый год на 3 марта, 5 мая и 7 июля приходится один и тот же день недели.
Для каждого праздника существовали традиционные блюда сэкку-рё:ри. Но сейчас этот термин применяется лишь к новогодней еде, и сокращается до о-сэкку или просто о-сэти.

## В Китае
- Праздник Шансы[англ.] - 3 марта
- Праздник драконьих лодок - 5 мая
- Праздник Циси - 7 июля
- Праздник двойной девятки - 9 сентября